# José Tarcaniota
José Tarcaniota (en griego: Ιωσήφ Ταρχανειώτης) fue un general bizantino conocido principalmente por su falta de participación en la decisiva batalla de Manzikert en 1071.

## Biografía
José, un general experimentado, fue el segundo al mando de la operación bizantina en Manzikert, con unos treinta o cuarenta mil soldados bajo su mando. El segmento del ejército de Tarcaniota fue destacado para tomar la cercana Khliat antes de que tuviera lugar la batalla principal. No está claro qué sucedió entonces, aunque en cualquier caso Khliat no fue tomada por los bizantinos. La falta de participación de Tarcaniota en la campaña, ya sea debido a traición, insatisfacción o una derrota en batalla, socavó gravemente la capacidad del emperador Romano IV Diógenes para luchar en Manzikert. A pesar de que su destacamento fue derrotado (según fuentes selyúcidas) o eliminado por causas desconocidas (las fuentes bizantinas no lo mencionan en absoluto), Tarcaniota sobrevivió.
José murió en 1074, mientras servía como dux de Antioquía, y fue sucedido por su hijo Catacalo Tarcaniota.